# میخک قرنفلی
میخک قرنفلی(نام علمی: Dianthus Caryophyllus) نام یک گونه از سرده گل میخک است.

## نگارخانه

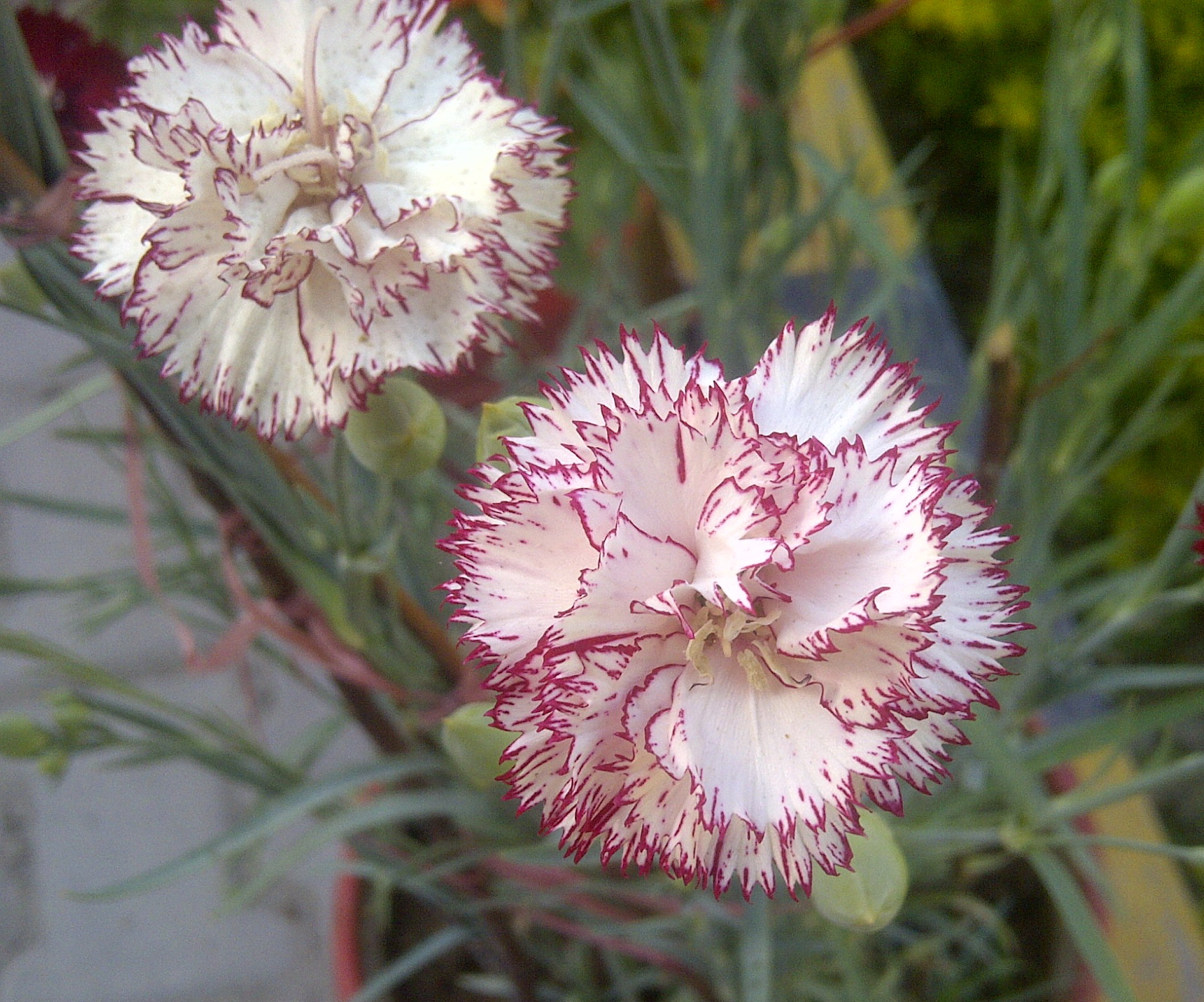
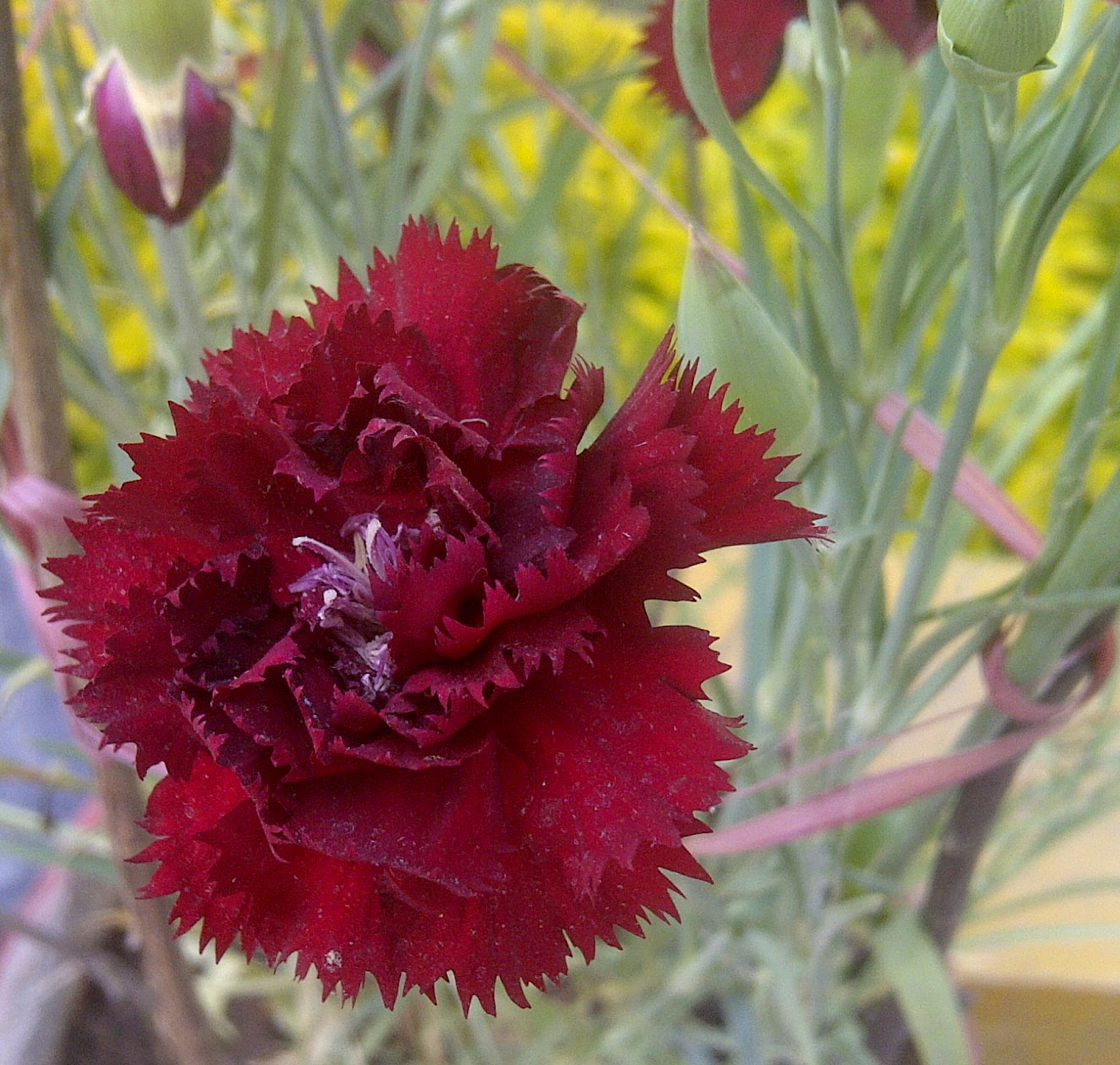